# Detrás del dinero
Detrás del Dinero es una serie dirigida por Alejandro González Iñárritu y protagonizada por Miguel Bosé y Claudette Maillé de 1995.

## Argumento o Sinopsis
Detrás del dinero" tenía la particularidad de que sería la primera serie de televisión mexicana realizada 100% en cine. Se filmó el primer episodio, que fue transmitido por la señal de Televisa a modo de prueba, titulado "El Timbre". Después de negociaciones entre Televisa y Warner, no llegaron a un arreglo por cuestión de los derechos y el proyecto terminó frustrado. 
El episodio piloto, " El timbre", cuenta un asalto bancario perpetrado por dos hombres.
Dentro de este se abarca la idea de lo que sucede con el dinero en manos de varios personajes